# Avicultura

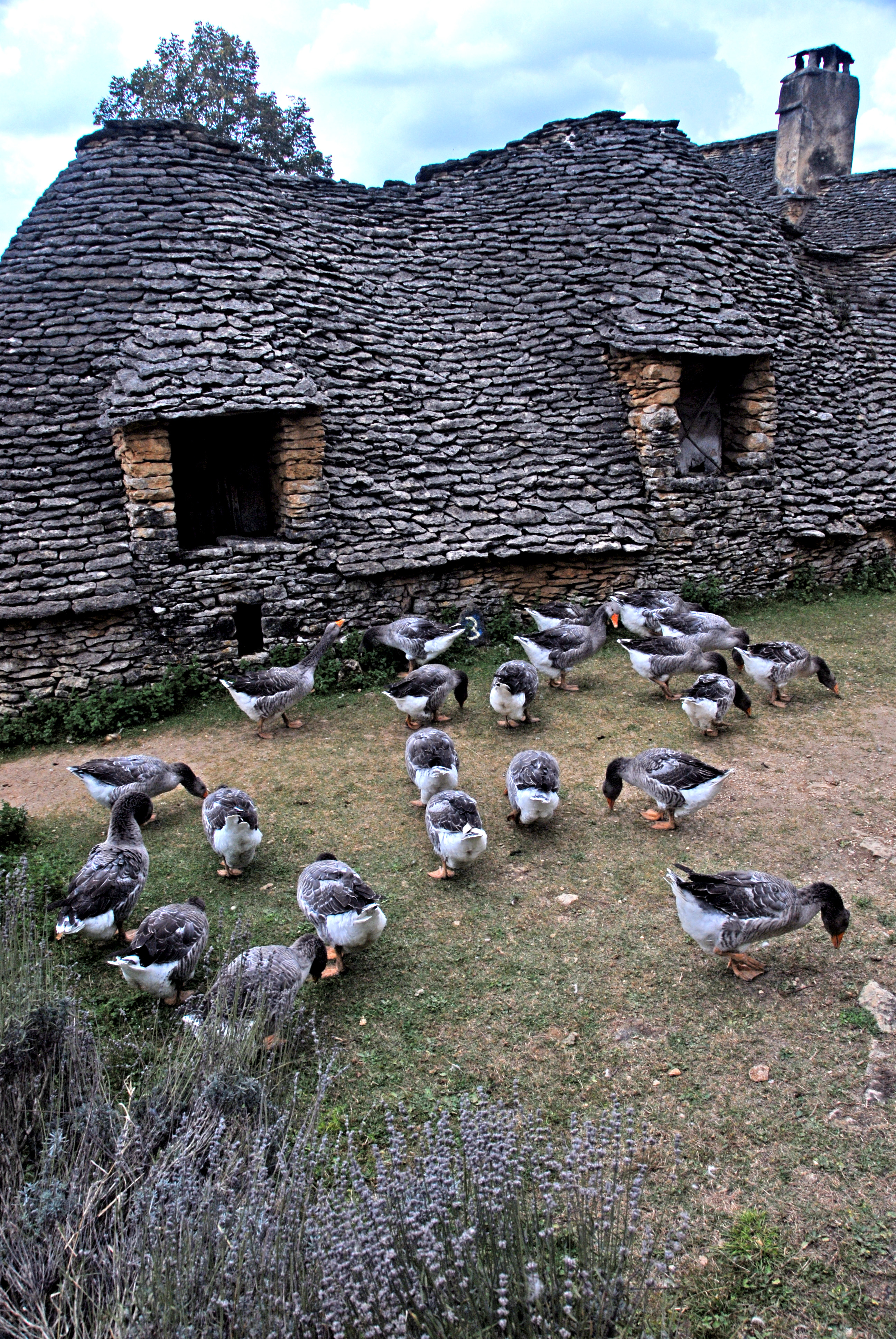
Cria d'oques en una granja.

L' avicultura és la pràctica de cuidar i criar aus com a animals domèstics amb diferents finalitats. Pot tenir interès per a l’obtenció d’individus ornamentals (algunes races d’ànecs, oques i cignes) o aptes per a algun tipus d’exhibició (galls de combat), però la finalitat principal n'és l’obtenció d’ous, carn i plomes.
El 2019, l'aviram representava un 12% de la producció agrària catalana i era el segon sector darrere del sector porcí que més aporta al total. Al País Valencià el sector empleava el 2014 més de cinc mil persones i genera una producció anual a l'entorn dels tres cents milions d'euros: més o menys un terç d'ous i dos terços de carn.

## Subsectors
- Avicultura de carn
- Gallinocultura: la cria de gallines
- Meleagricultura: la cria de titots (gall dindi).
- Anacultura: la cria d'ànecs.
- Cotornicultura: la cria de guatlles i altres petites aus.
- Numidicultura: la cria de gallines de Guinea.
- Colombicultura: la cria de colomes productores de carns o ous.
- Colombofilia: la cria de colomes missatgeres i les competicions
- Estrutioculura: la cria d'estruços.
- Canaricultura: la cria de canaris.